# Центральна провінція (Замбія)
Центральна провінція (англ. Central Province) - одна з 10 провінцій Замбії. Адміністративний центр - місто Кабве.

## Географія
Площа провінції становить 94 395 км². Розташована в центральній частині країни. Межує з Північною провінцією (на північному сході), Східною провінцією (на південному сході), провінціями Південна і Лусака (на півдні), Західною провінцією (на заході), провінціями Північно-Західна і Коппербелт, а також з ДРК (на півночі).

## Населення
Населення провінції за даними на 2010 рік становить 1267803 чоловік.

## Адміністративний поділ

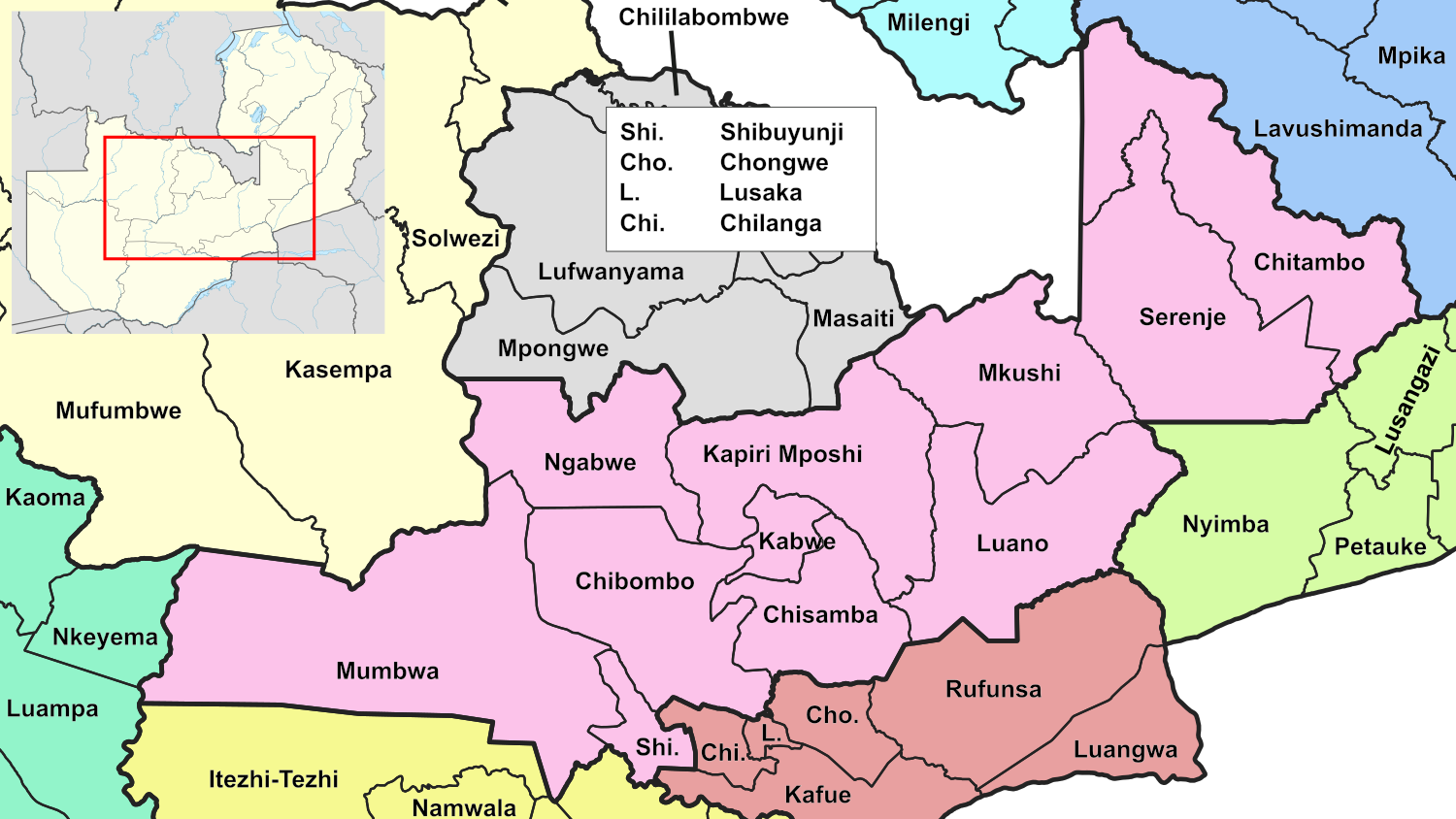
Округи Центральної провінції

В адміністративному відношенні поділяється на 11 районів (2022):
- Чібомбо
- Кабве
- Капірі-Мпоші
- Мкуші
- Мумбва
- Серендже